# Гулиев, Муса Иса оглы
Муса Иса оглы Гулиев  (азерб. Musa İsa oğlu Quliyev) (25 ноября 1961 г.) — депутат Милли Меджлиса Азербайджана, председатель Комитета по Труду и Социальной Политике. Доктор философии медицинских наук. Поэт-публицист.
Член правления партии «Ени Азербайджан».

## Биография
Муса Гулиев (Муса Уруд) родился 25 ноября 1961 года в селе Уруд, Сисианского района Зангезурской области западного Азербайджана. Здесь он окончил среднюю школу с золотой медалью.
С отличием окончил Азербайджанский Государственный Медицинский Институт им. Н. Нариманова (1984 г.) и Академию Государственного Управления при Президенте Азербайджанской Республики (2003 г.).
Трудовую деятельность начал врачом в 1984 году  в Гяндже. Работал ординатором в больнице № 1 им. Аббас Саххат в Гяндже (1984-1985), полевым врачом в городской поликлинике № 1 Гянджи (1985-1986), наркологом в Гянджинском межрайонном наркологическом диспансере (1986). -1990). В 1990–1994 годах Муса Гулиев работал невропатологом 7-й поликлинике города Баку, а также экспертом-неврологом в Ясамальской районной комиссии медико-трудовой экспертизы.
В 1994-97 годах работал начальником отдела в Министерства Труда и Социальной Защиты Населения Азербайджанской Республики, главным врачом-трудовым экспертом республики, а в 1997-2000 годах - начальником управления того же министерства. В этот период Муса Гулиев принимал активное участие в организации обследований и реабилитации инвалидов Карабахской войны, а также протезирование и прохождение курсов лечения за рубежом.
Муса Гулиев (Муса Уруд) также принимал активное участие в актуальных вопросах жизни страны как поэт-публицист и общественный деятель. С 1994 года является членом Союза писателей Азербайджана , а с 1998 года - членом правления Союза писателей.

## Политическая деятельность
Муса Гулиев, избранный членом политсовета партии на первом съезде партии «Ени Азербайджан», был участником всех конференций и съездов партии «Ени Азербайджан». Муса Гулиев избран членом Правления партии «Ени Азербайджан» на VII съезде 4 марта 2021 года.
В 2000 году Муса Гулиев был избран депутатом Милли Меджлиса второго созыва по пропорциональному списку партии «Ени Азербайджан», входил в Постоянную Комиссию по Социальной Политике и Дисциплинарной комиссии Милли Меджлиса.
Избран депутатом Милли Меджлиса III созыва в 2005 году, IV созыва в 2010 году, V созыва в 2015 году, VI созыва в 2020 году по 40-му избирательному округу города Гянджа.
В 2005-2015 годах был заместителем председателя Комитета по Социальной Политике Милли Меджлиса, в 2015-2020 годах - заместителем председателя Комитета по Здравоохранению Милли Меджлиса, а в 2020 году - председателем Комитета по Труду и Социальной Политике Милли Меджлиса.
С 2010 года по сей день является членом Комиссии по Топонимии Милли Меджлиса.
Является автором 12 законопроектов, а также руководителем рабочей группы по подготовке 15 законопроектов в области здравоохранения и социальной защиты.
В 2024 году на парламентских выборах в Азербайджане, которые состоялись 1 сентября, одержал победу в III Гянджинском избирательном округе №40. Официально стал депутатом Милли Меджлиса Азербайджана седьмого созыва, первое заседание которого состоялось 23 сентября 2024 года.

## Международная деятельность
- В 2000-2005 годах был членом Азербайджанской делегации в Парламентской ассамблее ОБСЕ, с 2005 года по настоящее время является членом Азербайджанской делегации в Парламентской ассамблее Черноморского экономического сотрудничества.
- В 2013-2015 годах он был избран председателем комитета в Парламентской ассамблее Черноморского экономического сотрудничества (ПАЧЭС), а в 2015 году вице-президентом сроком на два года.
- В 2021-м году избран председателем Комитета по культуре, образованию и социальным вопросам Парламентской ассамблеи Черноморского экономического сотрудничества (ПАЧЭС) .
- Возглавляет Азербайджано-Кыргызскую рабочую группу по межпарламентским отношениям.
- Член Азербайджано-Чешской рабочей группы по межпарламентским отношениям.
- Член Азербайджано-Эстонской рабочей группы по межпарламентским отношениям.
- Член Азербайджано-Казахстанской рабочей группы по межпарламентским отношениям.
- Член Азербайджано-Литовской рабочей группы по межпарламентским отношениям.
- Член Азербайджано-Узбекской рабочей группы по межпарламентским отношениям.
- Член Азербайджано-Пакистанской рабочей группы по межпарламентским отношениям.
- Член Азербайджано-Румынской рабочей группы по межпарламентским отношениям.
- Член Азербайджано-Турецкой рабочей группы по межпарламентским отношениям.

## Семья
Женат, отец троих детей.